# Gräbendorfer See
Der Gräbendorfer See, niedersorbisch Grabicański jazor, ist ein 457 ha großer rekultivierter Tagebausee des Lausitzer Seenlandes. Sein Flutungsende war 2007 erreicht. Er befindet sich im brandenburgischen Landkreis Oberspreewald-Lausitz nahe dem Spreewald und ist vollständig nutzbar. Der Aktionskünstler Ben Wagin hat hier an seinem Ufer eines seiner Projekte realisiert.

## Lage
Der See liegt nördlich von Altdöbern und südwestlich von Wüstenhain im Landkreis Oberspreewald-Lausitz in Brandenburg und ist damit der nördlichste See im Lausitzer Seenland, welches hauptsächlich aus gefluteten Braunkohlentagebauen besteht. Anrainergemeinden sind Drebkau, Vetschau/Spreewald und Altdöbern.

## Entstehung des Sees
Im Rahmen der Rekultivierung der Bergbaufolgelandschaft fand der Beginn der Flutung des Restlochs des früheren Tagebaues Gräbendorf am 20. März 1996 statt. Im Mai 2007 wurde die Flutung mit Hilfe von ca. 100 Millionen Kubikmeter Wasser aus der Spree abgeschlossen. Er ist damit der erste vollständig geplant geflutete Braunkohletagebau-See in Brandenburg und des Lausitzer Seenlandes in der jüngeren Erschließung des Lausitzer Braunkohlereviers. Das Naherholungsgebiet Bad Erna und der Grünewalder Lauch in Brandenburg sowie der Speicher Knappenrode in Sachsen sind dagegen älteren Datums.

### Zeitreihe

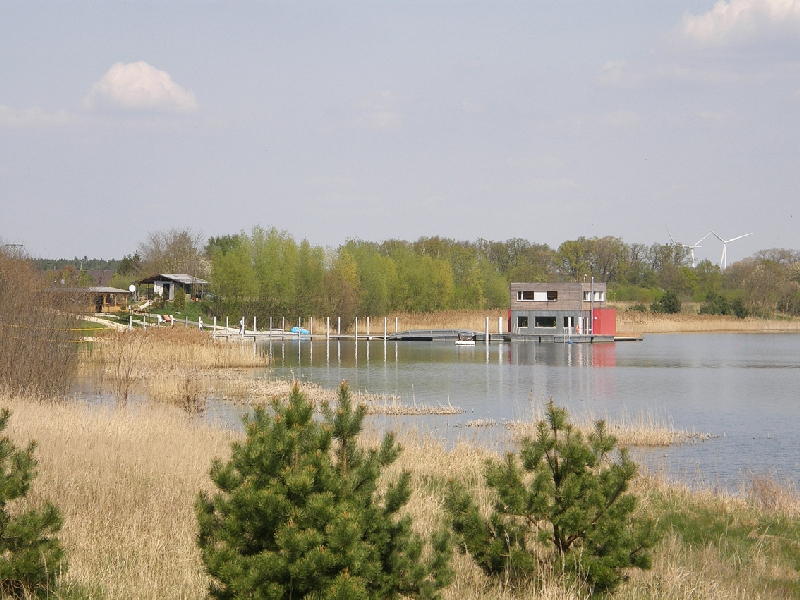
Der Gräbendorfer See

- 1979: Beginn der bergmännischen Erschließung des Tagebaus Gräbendorf
- 1980: Beginn der Feldesentwässerung
- 1981: Beginn der Aufschlussbaggerung
- 28. September 1984: Beginn der Kohleförderung
- 1992: Beendigung der Abraumbewegung und der Kohleförderung
- 1994: Beginn der Rekultivierung
- 20. März 1996: Beginn der Flutung
- 8. Mai 2007: Beendigung der Flutung, Anbindung an den Vorfluter „Greifenhainer Fließ“

### Daten
| Gräbendorfer See (seit 1996) | Gräbendorfer See (seit 1996)                                         |
| ---------------------------- | -------------------------------------------------------------------- |
| Wasserfläche                 | 457 Hektar                                                           |
| Speicherinhalt               | 93 Mio. Kubikmeter                                                   |
| Wasserspiegelhöhe            | 67,5 m Meereshöhe                                                    |
| Grundbesitz                  | Anrainergemeinden Drebkau, Vetschau/Spreewald, Altdöbern (seit 2003) |

| Tagebauleistung (1981–1992)             | Tagebauleistung (1981–1992)    |
| --------------------------------------- | ------------------------------ |
| Abraum                                  | 126,8 Mio. Kubikmeter          |
| Förderung                               | 36,0 Mio. Tonnen Rohbraunkohle |
| Bergbauliche Landinanspruchnahme gesamt | 834,6 ha                       |

Orte, die dem Tagebau komplett oder zum Teil zum Opfer fielen:
| Ort                   | Jahr | Betroffene Einwohner |
| --------------------- | ---- | -------------------- |
| Reddern (zum Teil)    | 1979 | 2                    |
| Laasow (zum Teil)     | 1987 | 17                   |
| Laasdorf (komplett)   | 1989 | 15                   |
| Gräbendorf (komplett) | 1989 | 40                   |

## Vogelschutzgebiet

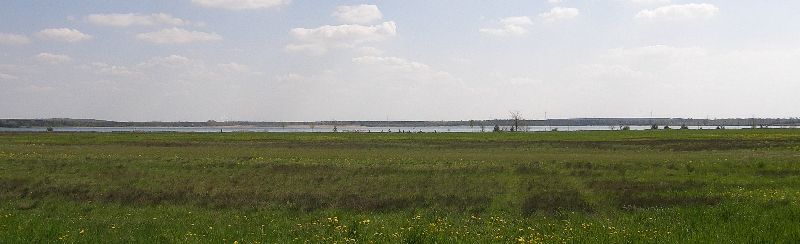
Uferzone des Sees

Die Insel am östlichen Ufer ist Kern einer ca. 170 ha großen Fläche als Teil des Europäischen Vogelschutzgebietes „Lausitzer Bergbaufolgelandschaft“ im Besitz des Naturschutzfonds Brandenburg.

## Nutzung
Der Gräbendorfer See ist seit Mai 2007 voll geflutet. Er wird im Vergleich zu den anderen Seen des Seenlandes ruhiger bleiben. Er ist einer der wenigen Seen des Lausitzer Seenlandes mit guter Badewasserqualität; die anderen haben relativ saures Wasser. Am Nordwestufer zwischen Laasow und Wüstenhain (Gemeinde Vetschau/Spreewald) wird es einen Badestrand geben, während das Ostufer naturnahen Charakter erhalten wird.
Die LMBV begann im Jahr 1994 mit der Rekultivierung des Restloches des stillgelegten Braunkohletagebaus „Gräbendorf“. Es gibt zwei Aussichtspunkte, von denen aus man die Umwandlung zum See beobachten kann. Ein asphaltierter Rundweg um den See ist 9,4 km lang und kann mit dem Fahrrad, mit Inline-Skates oder zu Fuß zurückgelegt werden.

### Schwimmend Wohnen

Projekt von Ben Wagin

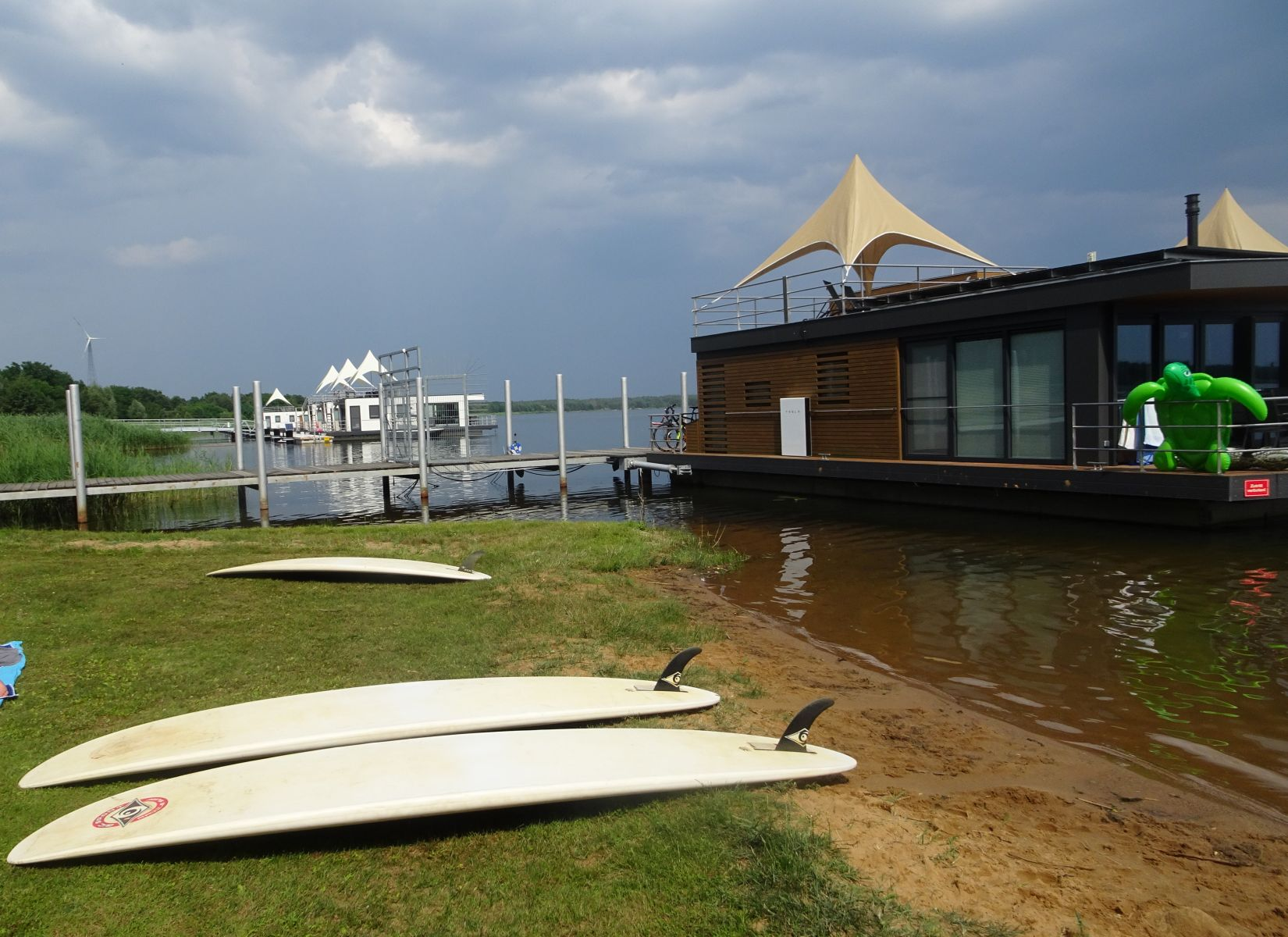
Schwimmende Häuser; 2021

Unmittelbar östlich des Dorfes Laasow realisiert die Internationale Bauausstellung (IBA) Fürst-Pückler-Land derzeit das Projekt „Schwimmende Häuser Gräbendorfer See“. Die Außenanlagen einer geplanten schwimmenden Siedlung wurden 2005/2006 fertiggestellt. Als erstes Haus wurde 2006 eine schwimmende Tauchschule auf einem Ponton errichtet. Am 16. August 2006 wurde im Beisein des brandenburgischen Ministerpräsidenten Matthias Platzeck die Tauchschule eröffnet. Betreiber der Tauchbasis sind seit 2016 die „Flossenfreunde Laasow“, die Sektion Tauchen des Sp.Vgg. Blau-Weiß 90 e. V. Vetschau.
In der Nähe vom Südufer befinden sich Kunstobjekte des Aktionskünstlers Ben Wagin, an dieser Stelle lag ursprünglich das Dorf Gräbendorf, das 1989 komplett abgerissen wurde.